# スピードレース
『スピードレース』 (Speed Race) はタイトーが発売したアーケードゲーム。ジャンルはカーレースゲーム。
タイトーの生み出したテレビゲームとしては、初のヒット作となった。初のテレビゲーム式レースゲームと称される事もあるが、レースゲーム自体はすでに海外メーカーが何作か発表しており、正確には日本初である。
その後もカラー化などのマイナーチェンジをくり返しながら、アーケードテレビゲーム黎明期におけるレースゲームの代表格となった。

## 概要

### フィーチャー（ルール・演出）
コインを投入するとゲーム開始。画面上部よりマイカー以外の自動車が走ってくるので、ハンドルを左右に切ったり、アクセルペダルを踏んで速度を変えたりして、画面下部のマイカーが衝突しないようにする。衝突すると速度がリセットされやり直し。ゲーム時間は90秒だが速く走れば走るほど得点が加算され、一定の手数を取っていればゲーム延長となるが、時間が早く減少する（こうした時間制ゲームは、『インベーダー』から主流となる残機制ゲームの前に、エレメカで多く見られた）。時間やスコアはテレビ画面内でなく、独立した機器に表示される。

### 開発史
「コースを走りながら、迫りつつ追い抜く他の車に衝突しないよう、ハンドルと速度調整を使う」という内容のアーケードゲームは、模型・ハーフミラー・幻灯機など色々な技術を使ったエレメカが数多く作られており、後世においてはナムコの『F1』などが知られている。当シリーズはこのうち、タイトーの子会社のパシフィック工業が1970年7月に作ったエレメカのヒット作『スーパーロードセブン』を参考にしており、取得点数により時間延長があるなど、フィーチャー（ゲーム内容）も『スピードレース』によく似ている。
この時代のアーケードゲーム基板はマイクロプロセッサを使用しておらず、論理ICで組み上げられていた。『スピードレース』もそのような作りである。
ゲームデザイナーは、テレビゲーム黎明期にタイトーで活躍、『スペースインベーダー』の生みの親として知られる西角友宏で、西角は『インベーダー』より『スピードレース』がお気に入りだと語っている。

## シリーズ

### スピードレース
1974年11月リリース。時間延長の基準は400点から。また当時タイトーと関係の深かったアメリカ合衆国のバリー＝ミッドウェイ社（後のミッドウェイゲームズ）にも、『Wheels』のタイトルで1975年3月にライセンス生産された。

### スピードレースデラックス
1975年8月リリース。操作性とゲーム内容に以下の通り大きな追加が行われ、これらはその後のシリーズにも継承されている。こちらもミッドウェイに『Wheels II』のタイトルで同時にライセンスされた。
- 筐体が標準的な縦長アップライト式を採用、テレビ画面の覗き込みが上から下へでなく、手前から奥へとなった[2]。
- 速度表示にタコメーターを使用[2]。
- タイマーの設置。
- シフトレバーの追加[2]。発進時は上向きの"L"（ロー）にしないと加速しにくく、高速域に入ってから下向きの"H"（ハイ）に切り替える。
- 道路の幅が変化する[2]。
- 時々白いスリップゾーンが登場[2]し、横への移動速度が倍になる。スリップゾーン走行中はタイヤをこするような効果音が出る。
- マイカーが衝突すると、元の位置に戻る。

同ゲームはタイトーで現在も保管されており、レトロゲームの展示イベントやゲームセンターでレトロゲームの設置を行う場合、貸し出される事がある。

### スピードレースツイン
1976年4月リリース。ハンドルが左右2本存在し、二人で同時プレイが可能。

### スーパースピードレース
1977年12月リリース。
- 画面がカラーとなり、マイカーが赤、他の車が緑・黄色・ピンク・紺色となった。また車のデザインは白黒版までは識別のため、マイカーはバンパーが丸く敵は角ばっていたが、カラー化によりすべて同じデザインとなった。
- 時間延長の基準が2000点となり、2000点を超えるとゲームオーバー時にファンファーレも鳴る。
- サウンドが変更、走行音や衝突音が白黒版より重低音になっている。
- 筐体にオプションとして座席が登場。座席を組み合わせればコクピット筐体に準じて座りながら、床面積や購入費が制限される場合は座席なしアップライト筐体として立ちながらプレイできる。この椅子が付くと『スーパースピードレースV』、上屋も付くと『スーパースピードレースGPV』となる。

このバージョンは同シリーズの一つの完成形とも言え、インベーダーブームの頃にはタイトーのゲームが稼動するゲームセンターにおいて、『インベーダー』の脇をかためる作品としてその姿がよく見られた。
同作にサウンド担当として参加した亀井道行は、4Gamer.netとのインタビューの中で、ゴール時にファンファーレを鳴らす華やかな演出が欲しいと頼まれたものの、譜面がわからなかったため、先輩の今村善雄に相談したところ「ドシラソの4音あればファンファーレの音として成立する」というアドバイスをもらったと振り返っている。
また、このファンファーレ用の回路はのちに『スペースインベーダー』にも応用された。

### TTスピードレース
1978年6月リリース。TTとは"Table Type"の略称で、『ブロックくずし』発売の際にタイトーが開発してヒットさせた、テーブル筐体のバージョン名・ブランド名である。その名の通りテーブル筐体にレースゲームが組み込まれ、レバーのような小さなハンドルで操作する。

### モナコGP
1979年11月にセガ・エンタープライズ（後のセガ・インタラクティブ）よりリリース。タイトーのゲームではないが、以下に説明する通り『スピードレース』シリーズとの関係が深いため、ここでは共通点・相違点のみ簡単に説明する。
基本操作・カラーリング・2000点以上でゲームオーバー時にファンファーレが鳴るなどのフィーチャーに『スーパースピードレース』からの強い影響が見られ、この他に『モナコGP』独自のフィーチャーも多数追加された（後述）。筐体やフィーチャー全体のデザイン傾向としてタイトー側は安定感があるが、セガ側はケレン味が強い。

### スピードレースCL5
1979年12月リリース。その『モナコGP』で新たに追加されたフィーチャーが、さらにタイトーに逆輸入されたもの。逆輸入された点は以下の通り。
- トンネル（ヘッドライトの表現が『モナコGP』は一灯だったが、『CL5』は二灯）
- 橋（『モナコGP』は一本、『CL5』は二本）
- ペースカー（一般に救急車と間違われるが、正しくは周回遅れを誘導・整理するための車）

『CL5』に逆輸入されなかった要素としては、砂利道などが挙げられる。この他に筐体のデザインとカラーリングに、これまでのシリーズでは黒中心だったが、緑色が加わった。

### グランドチャンピオン
1981年6月リリース。CPUを採用し、霧・雷・予選システムなどが新規追加された、シリーズ集大成とも言える作品。だがこの後1982年9月にナムコ（後のバンダイナムコエンターテインメント）が『ポールポジション』をリリースした事で、タイトーとセガの2Dレースゲーム競争にも終止符が打たれ、レースゲームは3D視点へと移行して行った。

### スーパースピードレースJr.
1985年06月リリース。年少向けのユーザを狙ってコクピット型筐体は小型化され、大人ではやや入りにくくなっている。信号による制限速度というフィーチャーが追加され、守れなかった場合は婦人警官が笛を鳴らして減点となる。

### スーパースピードレース64
1998年5月29日発売。NINTENDO 64用ソフト。販売をタイトーが担当。発売元はタイタスジャパン。

## その他
- 他のメーカーが発売した家庭用ゲーム機や電子ゲームにも類似のカーレースゲームが登場した。基本的内容は『スピードレース』と同程度。